# Johnny Yuma
Johnny Yuma è un film del 1966, diretto da Romolo Guerrieri, appartenente al genere spaghetti western.

## Trama
Samantha Felton, una donna bella e ambiziosa, con l'aiuto dello spietato e psicotico fratello Pedro pianifica l'omicidio del marito, al fine di impossessarsi delle sue consistenti proprietà. Ucciso il coniuge, Samantha scopre che egli aveva designato come unico erede suo nipote Johnny; decide quindi di eliminare anche quest'ultimo, mediante un accordo con un ex amante e abile pistolero, Linus Jerome Carradine. I piani di Samantha non vanno però per il verso giusto, poiché fra Linus e Johnny si stabilisce inaspettatamente un sincero rapporto di amicizia.